# Empédocle (volcan)
Pour les articles homonymes, voir Empédocle (homonymie).
Empédocle est un volcan sous-marin italien situé dans le canal de Sicile, entre la Sicile et l'île de Pantelleria. Son sommet est situé à huit mètres de profondeur et a émergé à trois reprises en formant une île appelé Ferdinandea à la faveur d'éruptions volcaniques.

## Géographie
Empédocle est situé dans la mer Méditerranée, dans le canal de Sicile qui relie la Méditerranée occidentale à la Méditerranée orientale. Il est entouré par l'île italienne de Pantelleria et la Sicile au nord-est.
En forme de fer à cheval de vingt-cinq kilomètres de largeur et de trente kilomètres de longueur, le sommet d'Empédocle s'élevant de 200 mètres environ au-dessus des fonds marins, le Graham Bank, est appelé Ferdinandea quand il émerge sous forme d'une île temporaire. Il fait partie d'un ensemble de volcans sous-marins appelé champs Phlégréens de la mer de Sicile. Actuellement, ce sommet culmine à huit mètres sous le niveau de la mer mais il a émergé par trois fois en formant alors une île à la faveur d'éruptions volcaniques,. Empédocle est de superficie comparable à l'Etna mais d'une hauteur plus modeste ce qui en fait le mont sous-marin le plus imposant au large des côtes italiennes. N'ayant qu'une activité volcanique réduite se limitant à l'émission de gaz volcaniques, Empédocle ne représente aucun danger immédiat et une nouvelle émersion de Ferdinandea n'est pas à prévoir à brève échéance.

## Histoire
En formation depuis des millions d'années en raison de la collision entre les plaques africaine et eurasienne, quatre éruptions volcaniques sont attribuées à Empédocle en 1632, peut-être en 1701, du 28 juin au 11 août 1831 et le 12 août 1863, les trois dernières ayant donné naissance à une île rapidement érodée par les vagues,. Ces éruptions sont initialement attribuées à Ferdinandea et ce n'est que le 22 juin 2006 après une campagne géologique menée par Giovanni Lanzafame de l'Institut national de géophysique et de volcanologie qu'une structure beaucoup plus grande a été découverte et nommée « Empédocle » en l'honneur d'Empédocle d'Agrigente,.